# Virgilio Savona
Antonio Virgilio Savona (Palermo, 1 januari 1920 - Milaan, 27 augustus 2009) was een Italiaans zanger, muzikant en componist.
Savona begon muziek te studeren toen hij 6 jaar was en ging 2 jaar later bij een koor. Na de middelbare school ging Savona naar het conservatorium van Rome om er piano te gaan studeren.
In 1941 verving hij Iacopo Jacomelli in het vocaal kwartet "Quartetto Egie". De groep veranderde zijn naam eerst in "Quartetto Ritmo" en een jaar later in "Quartetto Cetra".
Savona huwde in 1944 met de zangeres Lucia Mannucci, die later ook lid werd van het "Quartetto Cetra", nadat Enrico De Angelis de groep in 1947 had verlaten. Naast zanger was Savona componist en arrangeur van de groep. Hij schreef de muziek, terwijl Tata Giacobetti, eveneens lid van het kwartet, de teksten schreef. Zij werkten vier decennia samen en maakten honderden liedjes, die het ruime repertoire van het "Quartetto Cetra" vormden.
Savona componeerde ook muziek en schreef scenario's voor radio- en tv-programma's, theatershows en films. In de jaren 1970 was hij actief als pianist, orkestleider, arrangeur en producer. Hij deed ook uitgebreid onderzoek naar volksliederen.